# Luis Gonzalvo París
Luis Gonzalvo París (Àvila, 1874 - Burjassot, 1951) va ser un arqueòleg valencià, pioner de l'arqueologia al País Valencià i un dels primers responsables del Laboratori d'Arqueologia de la Universitat de València.
Va estudiar a l'antiga Escola Superior de Diplomàtica. En 1893 ingressa en el Cos Facultatiu d'Arxivers, Bibliotecaris i Arqueòlegs, sent destinat a l'Arxiu d'Hisenda de València i, després d'una breu estada en el de Toledo, en 1896 va ser traslladat a l'Arxiu Històric Nacional on va romandre fins a la seua tornada a València. Es considera que fou deixeble de l'arabista aragonès Francisco Codera.
El Laboratori d'Arqueologia de la Universitat de València fa va ser fundat el 1902, i entre 1904 i 1905 Gonzalvo s'hi incorporà com a catedràtic d'Arqueologia, Epigrafia i Numismàtica. Com a catedràtic de la Facultat de Filosofia i Lletres de la Universitat de València, va treballar juntament a Manuel Sanchis Guarner per a donar rang universitari a l'ensenyament en valencià, aleshores impartit pel Centre de Cultura Valenciana. Amb la proclamació de la Segona República Espanyola, és nomenat vicerector, càrrec que combina la direcció de l'Institut d'Idiomes, i des de febrer de 1937 és membre la direcció de la Secció Filològica de l'Institut d'Estudis Valencians, integrada per Carles Salvador, Sanchis Guarner, Francesc Almela i Vives i Bernat Artola. El 3 d'agost de 1938 dimitix com a vicerector en ser mobilitzat per la República.
Amb la victòria franquista, és separat de la seua càtedra i rep la jubilació forçosa el 17 d'octubre de 1940. A partir de 1941 l'única referència que es té d'ell és una carta de Nicolau Primitiu, on li demana consell en temes arqueològics. A la seua mort el 1975, no es va publicar cap necrològica.